# Jordan Poole
Jordan Anthony Poole (Milwaukee, 1999. június 19. –) amerikai kosárlabdázó, aki jelenleg a National Basketball Associationben szereplő Washington Wizards játékosa. Középiskolában a Rufus King játékosa volt. 2016-ban beválasztották az állam legjobb csapatába és végzős évében megnyerte az országos középiskolai bajnokságot 2017-ben. Egyetemen a Michigan Wolverines csapatában játszott, ahol tagja volt a Big Ten tornát 2017–2018-as szezonban megnyerő együttesnek.
A 2021–2022-es szezonban ő volt az NBA leghatékonyabb büntetődobója.

## Profi pályafutása

### Golden State Warriors (2019–napjainkig)
2019. június 20-án Poole-t a 28. helyen választotta a Golden State Warriors a 2019-es NBA-drafton. Három éves szerződését, amely 6,2 millió dollárt ért, július 11-én írta alá a csapattal. A 2019–2020-as szezon nyitómérkőzésén mutatkozott be az NBA-ben, október 24-én. A Los Angeles Clippers elleni 122–141-es vereség során a cserepadon kezdett, öt pontot, két lepattanót, két gólpasszt és egy labdaszerzést szerezve. Október 29-én volt először kezdő a ligában, a Pelicans ellen 13 pontot szerzett. 2019 decemberében a Warriors a G-League csapatába küldte a játékost. Első mérkőzésén a Santa Cruz játékosaként 23 pontja volt a Stockton Kings ellen. Következő mérkőzésén öt hárompontost szerzett a Texas Legends ellen, 31 pontot, 5 lepattanót, 4 gólpasszt és 3 labdaszerzést szerezve. 2020 januárjában visszatért az NBA-be. Január 18-án akkori karriercsúcs 21 pontot szerzett az Orlando Magic elleni 109–95 arányú győzelem során.
Klay Thompson, a Warriors kezdő dobóhátvéde kihagyta a szezon hátralévő részét. 2021. március 4-én Poole akkori karriercsúcs 26 pontot szerzett a Phoenix Suns ellen. Május 14-én ismét karriercsúcsot döntött, 38 ponttal a New Orleans Pelicans elleni 125–122 arányú győzelem során. A Warriors több dobóhátvédet is kipróbált a szezonban és az évad végére még mindig szóban volt Kent Bazemore, Mychal Mulder, Damion Lee és Kelly Oubre Jr. is, mint a jövőbeli kezdő a pozíción.
Végül a döntés Poole-ra esett a 2021–2022-es szezonban, megelőzve Otto Porter Jr.-t és Lee-t, míg Thompson felépült. November 21-én 33 pontj volt, karriercsúcs 8 hárompontos mellett a Toronto Raptors ellen. Klay Thompson visszatérésével Poole elkezdett mindkét hátvéd pozíción játszani, esetekben irányító is volt. Steph Curry 2022-es sérülését követően Poole az utolsó 20 mérkőzésből legalább 20 pontot szerzett tizennyolcszor. Ebből tizenhetet sorozatban szerzett. Ez a sorozat a Los Angeles Lakers ellen ért véget április 7-én. Ezen a napon 19 pontot dobott, karriercsúcs 11 gólpassz mellett. Poole (92,5%) megelőzte csapattársát, Curry-t (92,3%), mint a szezon leghatékonyabb büntetődobója, mindössze két tized százalékkal. Ez volt az első alkalom 45 év után, mikor csapattársak voltak a két leghatékonyabbak a kategóriában. Poole bedobta az utolsó 28 próbálkozását, hogy megelőzze az irányítót. Ugyan nem volt egyike a három végső jelöltnek (Ja Morant, Darius Garland, Dejounte Murray) az NBA Legtöbbet fejlődött játékos díj szavazásán, negyedik helyen végzett (az elsőnek a harmadik legtöbb újságíró választotta). Április 16-án a Denver Nuggets elleni sorozat első mérkőzésén 30 pontja volt, amelyet 29-cel követett a második mérkőzésen.

## Statisztikák

### Egyetem
| Év        | Csapat   | JM | KM | JP/M | MG%  | 3P%  | BD%  | LP/M | GP/M | L/M | B/M | P/M  |
| --------- | -------- | -- | -- | ---- | ---- | ---- | ---- | ---- | ---- | --- | --- | ---- |
| 2017–2018 | Michigan | 38 | 0  | 12,5 | .429 | .370 | .827 | 1,4  | 0,6  | 0,5 | 0,2 | 6,1  |
| 2018–2019 | Michigan | 37 | 37 | 33,1 | .436 | .369 | .833 | 3,0  | 2,2  | 1,1 | 0,2 | 12,1 |
| Karrier   | Karrier  | 75 | 37 | 22,7 | .434 | .370 | .831 | 2,2  | 1,4  | 0,8 | 0,2 | 9,4  |

### NBA

#### Alapszakasz
| Év        | Csapat                | JM  | KM  | JP/M | MG%  | 3P%  | BD%   | LP/M | GP/M | L/M | B/M | P/M  |
| --------- | --------------------- | --- | --- | ---- | ---- | ---- | ----- | ---- | ---- | --- | --- | ---- |
| 2019–20   | Golden State Warriors | 57  | 14  | 22,4 | .333 | .279 | .798  | 2,1  | 2,4  | 0,6 | 0,2 | 8,8  |
| 2020–21   | Golden State Warriors | 51  | 7   | 19,4 | .432 | .351 | .882  | 1,8  | 1,9  | 0,5 | 0,2 | 12,0 |
| 2021–22†  | Golden State Warriors | 76  | 51  | 30,0 | .448 | .364 | .925* | 3,4  | 4,0  | 0,8 | 0,3 | 18,5 |
| 2022–23   | Golden State Warriors | 82  | 43  | 30,0 | .430 | .336 | .870  | 2,7  | 4,5  | 0,8 | 0,3 | 20,4 |
| 2023–2024 | Washington Wizards    | 78  | 66  | 30,1 | .413 | .326 | .877  | 2,7  | 4,4  | 1,1 | 0,3 | 17,4 |
| 2024–2025 | Washington Wizards    | 68  | 68  | 29,4 | .432 | .378 | .883  | 3,0  | 4,5  | 1,3 | 0,4 | 20,5 |
| Karrier   | Karrier               | 412 | 249 | 27,5 | .422 | .345 | .879  | 2,7  | 3,8  | 0,9 | 0,3 | 16,8 |

#### Play-in
| Év      | Csapat                | JM | KM | JP/M | MG%  | 3P%  | BD%   | LP/M | GP/M | L/M | B/M | P/M  |
| ------- | --------------------- | -- | -- | ---- | ---- | ---- | ----- | ---- | ---- | --- | --- | ---- |
| 2021    | Golden State Warriors | 2  | 0  | 32,2 | .500 | .500 | 1.000 | 2,0  | 3,5  | 0,0 | 0,5 | 14,5 |
| Karrier | Karrier               | 2  | 0  | 32,2 | .500 | .500 | 1.000 | 2,0  | 3,5  | 0,0 | 0,5 | 14,5 |

#### Rájátszás
| Év      | Csapat                | JM | KM | JP/M | MG%  | 3P%  | BD%  | LP/M | GP/M | L/M | B/M | P/M  |
| ------- | --------------------- | -- | -- | ---- | ---- | ---- | ---- | ---- | ---- | --- | --- | ---- |
| 2022†   | Golden State Warriors | 22 | 5  | 27,5 | .508 | .391 | .915 | 2,8  | 3,8  | 0,8 | 0,4 | 17,0 |
| 2023    | Golden State Warriors | 13 | 4  | 21,8 | .341 | .254 | .765 | 2,2  | 3,5  | 0,8 | 0,2 | 10,3 |
| Karrier | Karrier               | 35 | 9  | 25,4 | .450 | .346 | .867 | 2,6  | 3,7  | 0,8 | 0,3 | 14,5 |

## Magánélete
Jordan Monet és Anthony Poole gyermekeként született. Két testvére van, bátyja a Marquette Egyetemre járt, illetve van egy húga is.